# Mieczyk dachówkowaty

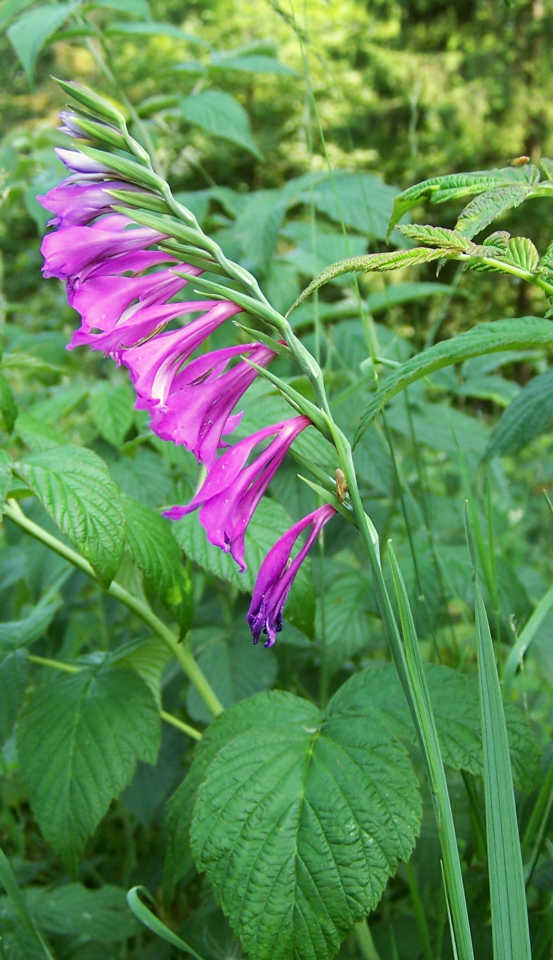
Mieczyk dachówkowaty dziko rosnący w swoim naturalnym środowisku

Mieczyk dachówkowaty (Gladiolus imbricatus) – gatunek rośliny wieloletniej należący do rodziny kosaćcowatych.

## Występowanie
Zasięg występowania mieczyka dachówkowatego obejmuje Europę Środkową i Wschodnią, sięgając na wschodzie po Ural i Kaukaz.
W Polsce występuje na całym terytorium, ale w górach dużo częściej. Roślina dawniej pospolita, obecnie rzadka, szczególnie na niżu. W polskich Karpatach Zachodnich występuje głównie w niższych położeniach. W Tatrzańskim Parku Narodowym występuje na ponad 20 stanowiskach, sięgając na zboczach Małego Giewontu nad Doliną Małej Łąki do 1550 m n.p.m. Największa populacja mieczyka dachówkowatego w polskich Tatrach znajduje się na polanie Brzanówka koło Zazadniej, gdzie w latach 2012-2014 liczbę rosnących tam osobników oszacowano na 250-260 tys., w tym 70-80 tys. kwitnących, zaś liczba osobników na metr kwadratowy miejscami przekraczała 100.

## Morfologia
ŁodygaPojedyncza, nierozgałęziona, sztywna, dorastająca do 1m (wraz z kwiatostanem).
LiścieJest ich zaledwie kilka (2–4), są całobrzegie, długie i sztywne. Mają mieczowaty kształt i obejmują pochwiasto dolną część łodygi. Długość 20–25 cm, szerokość ok. 2 cm.
KwiatyDuże kwiaty na szczycie łodygi zebrane w jednostronne, gęste grono złożone z kilku do kilkunastu kwiatów. Kwiaty grzbieciste, lejkowate, o długości ok. 2,5 cm. Okwiat niezróżnicowany na kielich i koronę, składający się z 6 purpurowoczerwonych działek, które są u nasady zrośnięte w krótki kieliszek. Najwyższa działka nieco szersza, najniższa dłuższa od pozostałych. Trzy dolne działki o nieco podgiętych brzegach maja ciemnoczerwone smugi z białym środkiem. Nitki trzech pręcików dwukrotnie dłuższe od zielonych pylników. Słupek z nitkowatą szyjką i trzema znamionami.
OwocTrójkanciasta torebka z licznymi, oskrzydlonymi nasionami.
Część podziemnaPosiada podziemną bulwocebulkę. Dolna to ubiegłoroczna cebulka, z której roślina czerpie substancje zapasowe, górna to młodsza, tegoroczna bulwocebulka, w której roślina gromadzi substancje zapasowe na przyszły rok. Obydwie mają kulisty kształt i otoczone są błoniasta osłonką.

## Biologia i ekologia
Bylina, geofit cebulkowy. Kwitnie w lipcu, zapylana jest przez błonkówki. Roślina wiatrosiewna. Siedlisko: wilgotne łąki, ugory, polany, zarośla, dąbrowy, w Polsce w niektórych miejscach w górach i na Podhalu masowo. Na niżu rzadko spotykany. Dawniej rósł również w uprawach owsa i jęczmienia jako chwast.
Na niżu rośnie głównie na podmokłych łąkach trzęślicowych, pozostających w stałym zasięgu wód gruntowych (All.) Molinion caeruleae, Ass. Triglochino-Glaucetum (reg.). W górach stanowi element świeżych łąk kośnych i pastwisk. Uchodzi tu za gatunek charakterystyczny dla typowej dla naszych Karpat Zachodnich łąki mieczykowo-mietlicowej (All.) Arrhenatherion elatioris, (Ass.) Gladiolo-Agrostietum capillaris. Na wyższych stanowiskach górskich (powyżej granicy upraw), w tym w Tatrach, swą obecność zawdzięcza człowiekowi. Związany jest tu wyłącznie z polanami i ekstensywną gospodarką kośną (częściowo również pasterską).
Liczba chromosomów 2n= 60.

## Zagrożenia i ochrona
Roślina objęta w Polsce ścisłą ochroną gatunkową. Umieszczona na polskiej czerwonej liście w kategorii NT (bliski zagrożenia).
Roślina coraz rzadsza, również w górach. Często zbierana dla swych pięknych kwiatów. Łatwa do wyniszczenia, gdyż podczas zbierania przeważnie wyrywa się z ziemi wraz z bulwami. Przyczyną wyraźnego zanikania tego gatunku jest również zmiana sposobu użytkowania łąk: osuszania ich i zaorywania. Według Światowej Unii Ochrony Przyrody gatunek narażony na wymarcie (kategoria zagrożenia VU).